# Un figlio di nome Erasmus
Un figlio di nome Erasmus è un film italiano del 2020 diretto da Alberto Ferrari.

## Trama
Ascanio, Jacopo, Enrico e Pietro sono quattro amici che hanno condiviso numerose avventure in gioventù, tra cui un progetto Erasmus in Portogallo nel 1999. Dopo vent'anni, i quattro hanno preso strade completamente diverse: Ascanio è un guru amante dello sport, della natura e dei viaggi, che fa attività di team building aziendale; Jacopo è un religioso vecchio stampo, la cui sorella Arianna gli nasconde che è buddista e ha una relazione stabile con Erika; Enrico fa l'architetto e sta per sposarsi con Diletta, la quale tende a imporsi costantemente su di lui; Pietro, non riuscendo a diventare batterista per paura, fa il manager di Skizzo, un trapper stupido, arrogante e trasgressivo. Una tragica notizia li riunisce: Amalia, la donna che tutti hanno amato da giovani durante quell'esperienza all'estero, è venuta a mancare. Il gruppo si mette dunque in viaggio per i funerali a Lisbona: qui l'avvocato della donna rivela che ha lasciato loro un figlio ventenne, non rivelando chi sia il padre, e perciò devono sottoporsi al test del DNA per sapere tutta la verità. Grazie ad Alice, una giovane ragazza incinta incontrata al tribunale dei minori, i quattro riescono a ottenere il nome (Ricardo Souza) e l'indirizzo dove trovare questo figlio e Alice si offre di accompagnarli come interprete e guida. 
Dopo aver iniziato il viaggio, Jacopo in videochiamata con la sorella scopre accidentalmente della sua relazione e per questo, litigando con Ascanio (il quale era stato l'ex fidanzato della ragazza e l'aveva lasciata a un passo dal matrimonio), che guida il pulmino su cui viaggiano, hanno un piccolo incidente. Ascanio rivela di aver sempre saputo dell'orientamento sessuale della ragazza, motivo per cui sono diventati solo amici, e non gliel'ha mai detto perché non l'avrebbe accettata; alla fine i due riescono a chiarirsi.
Aspettando che il pulmino venga riparato, il gruppo passa la notte nella vecchia università, dove fanno baldoria per tutta la sera; nel mentre, Enrico rivede Alexandra, una sua ex insegnante di fotografia di cui era innamorato, e i due finiscono per fare l'amore, tradendo Diletta.
Il giorno dopo, in procinto di ripartire, al gruppo si aggiunge un aspirante musicista cui Pietro aveva lasciato il contatto per fargli da manager. Durante il viaggio, però, gli amici vengono fermati dalla polizia e scoprono che il loro nuovo amico era ricercato per possesso e spaccio di droga. Grazie alle conoscenze di Jacopo, riescono a evitare l'arresto e, malgrado il foglio di via, decidono di proseguire il viaggio. Durante il tragitto, Alice ha modo di rivelare al suo ragazzo Gonzalo di essere incinta (cosa che non gli aveva detto), ma lui le consiglia di abortire e si riprende le chiavi del pulmino, in quanto di sua proprietà; per riprenderselo, Ascanio lo sfida e lo batte a una gara, ma subito dopo crolla a terra. Dopo il ricovero in ospedale, l'uomo dice agli altri che si è trattato di un problema alla pressione legato a una malattia sessualmente trasmissibile.
Fermatisi a dormire in spiaggia, Alice dice ad Ascanio di sapere che in realtà è gravemente malato e potrebbe farcela con una cura, cosa cui l'uomo però non crede; lei invece gli confessa di credere nel rispetto di tre impegni nella vita: "scrivere un libro (che fece a scuola), fare un figlio (e ora è incinta) e piantare un albero". Il giorno dopo, Enrico decide di rompere con la sua futura sposa e Pietro dà il benservito al suo trapper. Durante una sosta in una stazione di servizio, i quattro notano che il telefono di Alice sta ricevendo una telefonata dall'avvocato di Amalia, sotto la voce "papà": pensando di essere stati ingannati, la accusano di truffa, perciò la ragazza prende il pulmino e li abbandona.
Enrico ha ancora l'indirizzo di Ricardo sul gps del telefono e, per raggiungerlo, i quattro raggiungono Alexandra a una sua mostra e si fanno prestare da lei un'auto; prima di andarsene, Enrico ha modo di dichiararsi apertamente alla donna, mentre Pietro e Jacopo si confrontano con Ascanio dopo aver scoperto nel tragitto della sua malattia. Arrivati a destinazione, scoprono che il figlio che cercavano altri non era che la stessa Alice; in seguito, li raggiunge l'avvocato e rivela che ella lo considera come un padre, anche se non lo è, e non ha detto loro niente perché Alice voleva conoscerli meglio. Il giorno seguente, il gruppo e l'avvocato ritrovano Alice vicino al faro dove aveva intenzione di piantare un albero, cosa che fa insieme a tutti e quattro. Successivamente, il gruppo riceve l'esito del test del DNA, ma la ragazza strappa il foglio e decide di non conoscere il responso, in quanto considera ognuno di loro suo padre.
Tempo dopo, Pietro riesce a diventare batterista in una cover band dei Pooh e si mette con la sua segretaria, Ascanio e Alice intraprendono insieme un viaggio in Alaska, e Jacopo diventa missionario in Brasile e ha finalmente accettato la relazione della sorella.
Infine, Enrico e Alexandra si sposano in Portogallo, vicino al faro dove è stata ritrovata Alice. Jacopo celebra la funzione e Pietro fa da testimone a Enrico; Alice viene invitata con il piccolo figlio Erasmus, mentre si scopre che Ascanio è deceduto. Durante i festeggiamenti, Alice va all'albero che ha piantato con gli altri e suona l’armonica di Ascanio, non facendo però intuire se era lui effettivamente il suo padre biologico.

## Produzione
Le riprese sono avvenute a Roma e in Portogallo e sono cominciate nel giugno 2019.
Si tratta della prima produzione della Eagle Pictures, società solitamente attiva nella distribuzione cinematografica.

## Promozione
Il trailer del film è stato pubblicato il 29 gennaio 2020 da Eagle Pictures sul proprio canale YouTube, mentre un'anteprima del trailer è stato pubblicato nel novembre 2019.

## Distribuzione
L'uscita nelle sale cinematografiche del film, inizialmente prevista per il 26 marzo 2020, è stata rinviata a causa della pandemia di COVID-19.
Dal 12 aprile 2020 il film è disponibile, per quattro settimane, sulle piattaforme pay per view e streaming online Chili, Rakuten, Sky Primafila, TIMvision, Google Play, YouTube, Infinity TV e Huawei Video.. Successivamente, il film è stato distribuito nelle sale a partire dal 1º luglio.